# Transportes de Murcia
Transportes de Murcia es la empresa concesionaria de las líneas de transporte de viajeros por carretera en el ámbito del centro de la ciudad de Murcia. Está formada por una UTE entre las empresas Martín y Ruiz (de Grupo Ruiz) y Fernanbús (del Grupo Transvía). Se le refiere popularmente como 'los coloraos'.

## Historia
La concesión de las líneas urbanas de la ciudad de Murcia era propiedad de Latbus. Dicha concesión finalizó en el año 2012, y el Ayuntamiento decidió no renovarla. En su lugar, convocó un concurso para adjudicar la concesión a una nueva empresa. La ganadora fue finalmente la UTE formada por Martín, Ruiz y Fernanbús.
El 1 de octubre de 2012 comenzó a operar las líneas urbanas con material móvil heredado de Latbus. 
El 28 de noviembre de 2012 entraron en servicio las nuevas unidades adquiridas por Transportes de Murcia.

## Líneas
Las líneas que opera Transportes de Murcia están diseñadas en torno a las líneas que operaba la antigua concesionaria Latbus. Algunas de las antiguas líneas fueron fusionadas para crear las nuevas líneas de Transportes de Murcia, mientras que otras fueron creadas de cero. Solamente la línea R80 se mantuvo intacta con el cambio de concesionaria.
Cabe destacar que, a excepción de la línea R12 y parte de la R80, todas las líneas realizan un recorrido circular. Ello implica que, en ocasiones, puedan ser utilizadas para realizar un trayecto pero no el inverso.
Las únicas líneas operadas por autobuses estándar son las C1, C2, C3, C4 y C5. El resto de líneas son operadas por minibuses.
La denominación de las líneas con la letra R proviene de la antigua concesionaria Latbus. Estas líneas circulaban por las calles más estrechas del centro de la ciudad, por lo que requerían del uso de minibuses. Los llamaron Rayobus, de ahí la letra R delante del número de la línea. A día de hoy, se les sigue refiriendo regularmente como Rayos. Así, la línea R17, por ejemplo, se diría Rayo 17.
| Línea | Recorrido |
| ----- | --- |
| C1    | Plaza Circular - Primero de Mayo - Estación de autobuses - Plaza Circular                                         |
| C2    | Plaza Circular - Estación de autobuses - Estación FFCC - Primero de Mayo - Plaza Circular                         |
| C3    | Plaza Circular - Primero de Mayo - Ciudad de la Justicia - Estación de autobuses - Plaza Circular                 |
| C4    | Plaza Circular - Estación de autobuses - Estación FFCC - Ciudad de la Justicia - Primero de Mayo - Plaza Circular |
| C5    | Abenarabi - Gran Vía - Estación FFCC                                                                              |
| R12   | Plaza Castilla - Glorieta de España - Ermita del Rosario - Los Garres                                             |
| R14   | Plaza Circular - El Ranero - Joven Futura - San Basilio - Gran Vía - San Andrés - Calle Correos - Plaza Circular  |
| R17   | Estación FFCC - Vistabella - Plaza Circular                                                                       |
| R20   | Plaza Circular - La Fama - La Flota - Sta. Mª de Gracia - Plaza Circular                                          |
| R80   | Ronda Sur - Santiago el Mayor - Plaza Circular                                                                    |

## Tarifas
| Billete                               | Precio       | Descripción                                          |
| ------------------------------------- | ------------ | ---------------------------------------------------- |
| Billete sencillo                      | 1,05 €       |                                                      |
| Bonobús                               | 0,70 €/viaje | Tarjeta monedero                                     |
| Bonobús Estudiante                    | 20,40 €      | Viajes ilimitados en 30 días                         |
| Bono Murcia                           | 0,70 €/viaje | Tarjeta monedero, válido para TMurcia, TMP y Tranvía |
| Bono Murcia Estudiante                | 0,50 €/viaje | Tarjeta monedero, válido para TMurcia, TMP y Tranvía |
| Bono Murcia Familia Numerosa General  | 0,50 €/viaje | Tarjeta monedero, válido para TMurcia, TMP y Tranvía |
| Bono Murcia Familia Numerosa Especial | 0 €/viaje    | Válido para TMurcia, TMP y Tranvía                   |
| Bono Murcia Jubilados y Pensionistas  | 0 €/viaje    | Válido para TMurcia, TMP y Tranvía                   |

## Flota

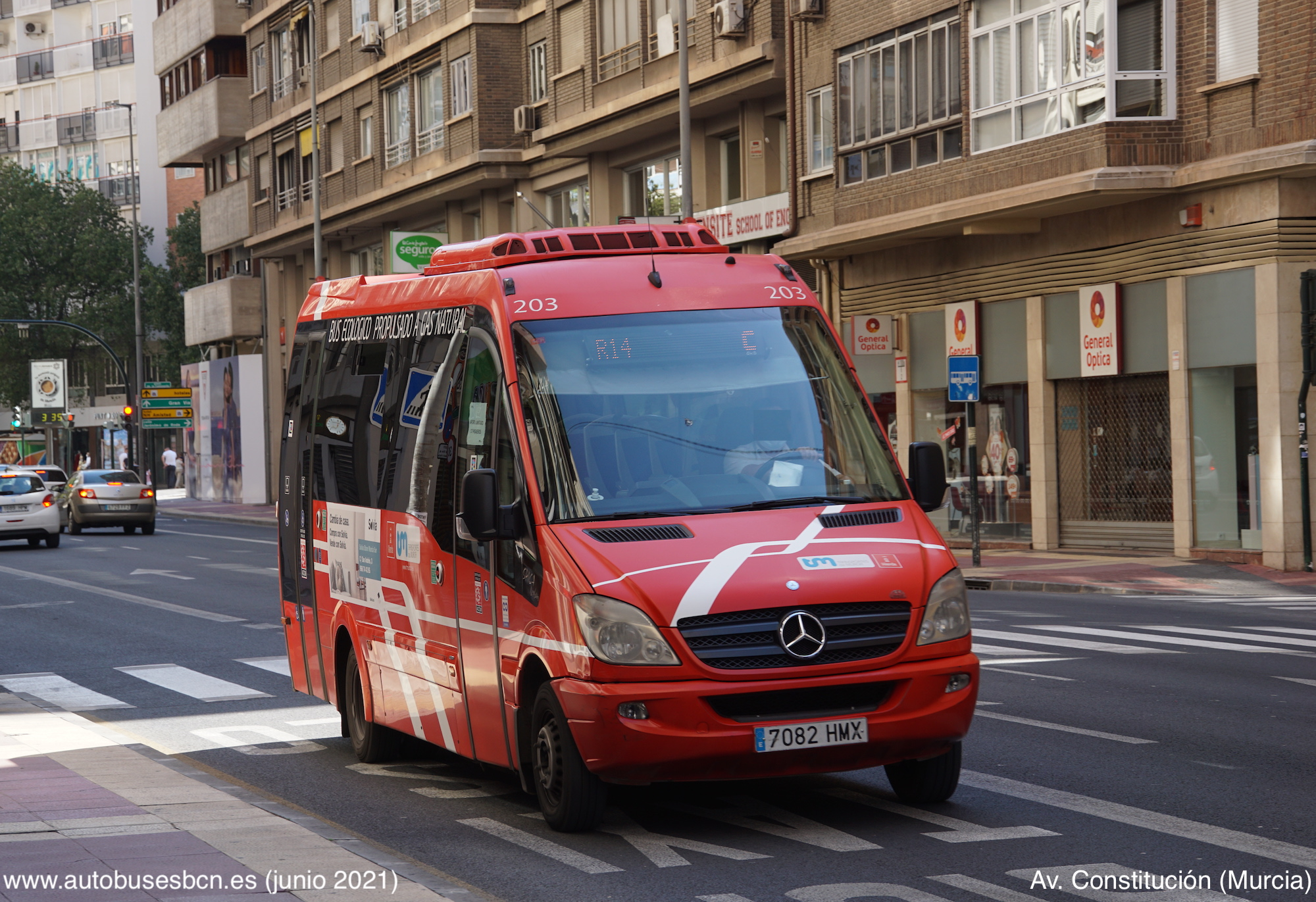
Autobús Mercedes-Benz Sprinter realizando la línea R14 en la Av. Constitución (Murcia), junio de 2021

La flota de Transportes de Murcia estaba compuesta inicialmente por autobuses de la antigua concesionaria Latbus. Cuando se introdujo la nueva flota, estos autobuses se fueron retirando poco a poco.
| Modelo                        | Carrocería            | N.º | Tamaño | Combustible | Año       |
| ----------------------------- | --------------------- | --- | ------ | ----------- | --------- |
| MAN NL313F                    | Castrosua City Versus | 15  | 10 m   | GNC         | 2012-2021 |
| Mercedes-Benz Sprinter 516NGT | Carbus Spica Urban    | 18  | 7,5 m  | GNC         | 2012-2017 |
| Iveco Daily 70C14G            | Unvi Compa            | 2   | 7,5 m  | GNC         | 2019      |